# Pierre Kipré
Pierre Kipré, né le 23 février 1945, est un historien et un écrivain de Côte d'Ivoire, originaire de Daloa, une ville située à l'Ouest du pays. Il est ancien ancien ministre de l`éducation nationale de Côte d`Ivoire et ambassadeur de Côte d`Ivoire en France  

## Biographie
Pierre Kipré est né le 23 février 1945. Après ses études en France, où il a obtenu successivement son baccalauréat de série A et philosophie en 1965, son certificat d'aptitude au professorat du second degré (en 1972) et son doctorat en lettres et sciences humaines en 1981, il revient en Côte d'Ivoire, où il a occupé divers postes à l l'École normale supérieure (ENS) d'Abidjan, son ancien établissement, avant de devenir en 1986, professeur titulaire d'histoire contemporaine.
Pierre Kipré est nommé ministre de l'Éducation nationale de Côte d'Ivoire le 15 décembre 1993  en remplacement de Touré Saliou, il le restera jusqu'au 10 août 1999,.
Il assure les fonctions d'ambassadeur de la Côte d'Ivoire en France avec résidence à Paris jusqu'en 2010 et son remplacement par Ally Coulibaly, décision du nouveau président Alassane Dramane Ouattara.

## Publications

### Ouvrages personnels
- Le président Félix Houphouët-Boigny et la nation ivoirienne, recueil de textes annotés, précédé d’une présentation, Abidjan, N.E.A., 1975, 333 p.
- Daloa, une cité dans l’histoire, Abidjan, SIIS, 54 p., 1985.
- Villes de Côte d'Ivoire (1893-1940). Tome 1, La fondation des villes, Abidjan, N.E.A., 275 p., 1985
- Villes de Côte d'Ivoire (1893-1940). Tome 2, Économie et société urbaine, Abidjan, N.E.A., 290 p., 1986
- Les relations internationales : de la Première Guerre mondiale à la crise cubaine de 1962, Abidjan, Publications de l'ENS d'Abidjan, coll. « Les cours de CAPES », 123 p., 1987
- La Côte d'Ivoire coloniale (1890-1940), tome 2, Abidjan, AMI/Bordas, coll. « Mémorial de la Côte d'Ivoire », 303 p., 1988
- Le congrès de Bamako ou La naissance du RDA, Paris, Éditions Chaka, 190 p., 1989
- Histoire de Côte d'Ivoire, Abidjan, Paris, AMI/EDICEF, coll. « Manuels du premier cycle », 195 p., 1991
- Démocratie et société en Côte d'Ivoire : essai politique, Abidjan, Éd. AMI, 105 p., 2000
- (avec S. Brunel et M-A. Pérouse de Montclos), L'aide au Tiers monde à quoi bon ?, Paris, les Éditions de l'Atelier, 115 p., 2005
- Côte d'Ivoire : la formation d'un peuple, Paris, Éd. SIDES-IMA, 292 p., 2005
- Intégration régionale et développement rural en Afrique de l’Ouest, Paris, Édition SIDES – IMA, 144 p., 2006
- Inventaire critique des manuels d’histoire en Afrique francophone, Paris, Éditions de l’UNESCO, 78 p., 2009
- Les migrations en Afrique de l’Ouest et la fabrication de l’étranger, Abidjan, Éditions du CERAP, 160 p., 2010
- Cultures et identités nationales en Afrique de l'Ouest : le Daà dans la société béninoise d'hier a demain, Paris, L'Harmattan, 220 p., 2014
- Le concept de souveraineté en Afrique. Une histoire de la perception africaine de la souveraineté, Paris, éditions L’harmattan ; 280p., 2019

### Direction d’ouvrages collectifs
- (codir. avec L. Harding), Commerce et commerçants en Afrique : la Côte d'Ivoire, Paris, L'Harmattan, 295 p., 1992
- (codir. avec Aké G-M. Ngbo), Conflits régionaux et indépendances nationales en Afrique de l’Ouest, Paris, L'Harmattan, 128 p., 2011
- (codir. avec Aké G-M. Ngbo), Les conditions économiques de l'indépendance à l'ère de la mondialisation : mythes et réalités en Afrique de l’Ouest, Paris, L'Harmattan, 304 p., 2011
- (avec G-M. Aké Ngbo), Agriculture et sécurité alimentaire en Afrique de l’Ouest. Bilan et perspectives ; Paris, L’Harmattan ; 303 p., 2012
- (co-direct. avec José Brito), L’Afrique en perspective – les enjeux du futur ; Paris, éditions Terra Mater International ; 193 p., 2021
- Oser les ruptures – L’Afrique après le COVID-19 ; Paris, éditions JMLaffont/Kiwi/Terra Mater ; 416 p. 2020

### Ouvrages collectifs
Contributions à une quarantaine d'ouvrages collectifs, dont :
- L’Afrique depuis 1935, Paris et Abidjan, Éditions UNESCO et N.E.I., p. 403-438
- « Les populations africaines de la Côte atlantique, du Bandama à la Volta (XIIe- XVIe siècles » in D. T. Niane (éd.), Histoire générale de l’Afrique, UNESCO/N.E.A, 1985, vol. 4, chap. 13, p. 355-370
- Dictionnaire Borremans – La Côte d’Ivoire et ses cultures (articles d’histoire et de géographie des tomes 1 et 2), Abidjan, N.E.A., 1986
- « Sociétés urbaines et pratiques de l'espace : le cas ivoirien de 1930 à 1960 », in C. Coquery-Vidrovitch. (éd.), Processus d'urbanisation en Afrique, Paris, L'Harmattan, 1988, p. 37-45
- « L'interface Sahara-Sahel dans la géopolitique en Afrique noire (XIIe – XXe siècles) », in Le Sahel, Ministère de la Coopération, Paris, 1989
- (avec A. Tirefort) « La Côte d’Ivoire », in C. Coquery-Vidrovitch (éd.), L'Afrique Occidentale au temps des Français, Paris, La Découverte, 1992
- « Le développement industriel et la croissance urbaine »n in A. Mazrui & Chr. Wondji (éd.), Histoire générale de l’Afrique. Tome VIII, 1998
- « L'Afrique et ses avenirs », in Y. Michaud (éd.), Qu'est-ce que la culture ?, Paris, Éd. Odile Jacob, 2001, p. 91-104
- « Les discours politiques de décembre 1999 à l'élection présidentielle d'octobre 2000 : thèmes,  enjeux et confrontations », in C. Vidal et M. LePape (éd.), Côte d'Ivoire : l'année terrible, Paris, Karthala, 2002, p. 81-122
- « Les méthodes et problèmes de l'histoire africaine » (chapitre 1) et « Les mutations contemporaines en Afrique » (chapitre 8), in Paul Vandepitte et Maria Turano (éd.), Pour une histoire de l'Afrique : douze parcours, Lecce/Italia, Édition ARGO, 2003
- Postface de Anne-Cécile Robert, L'Afrique au secours de l'Occident, Paris, Éditions Le Monde et Éditions de l(Atelier, 2005, p. 203-205
- « De l'immigration à l'intégration : le cas des villages burkinabé de la région de la Marahoué », in Chantal Chanson-Jabeur et Odile Goerg (éd.), Mama Africa : hommage à Catherine Coquery-Vidrovitch, Paris, L'Harmattan, 2005, p. 169-182
- « Les frontières et la question nationale en Afrique de l'Ouest », in UNESCO/CISH, Des frontières en Afrique du XIIe au XXe siècle, Paris, Éditions de l'UNESCO, 2005, p. 91-115
- « L'intégration régionale et les tâches des intellectuels ouest-africains », in Souleymane Yéo (éd.), Les États nations face à l'intégration régionale en Afrique de l'Ouest : le cas de la Côte d'Ivoire, Paris, Karthala, 2009, p. 25-42
- « De la Côte d'Ivoire coloniale », in L'Afrique en noir et blanc : Louis-Gustave Binger, explorateur, Paris, Somogy éditions d'art, 2009, p. 185-197
- « La JIF et la question nationale en Afrique subsaharienne », in Rachel-Claire OKani (édit.),  La Journée Internationale de la Femme au Cameroun: Regards académiques croisés sur une institution trentenaire (1986-2016), Yaoundé, afrédit/ Africaine d’Edition; pp 43-69; 2017
- « Les problèmes de diffusion de la pensée africaine », in Histoire générale de   l’Afrique, vol. IX, tome 3 ; Paris, éditions de l’UNESCO ; 2018
- « Les lieux de création de la pensée africaine », in Histoire générale de l’Afrique, vol. IX, tome 3 ; Paris, éditions de l’UNESCO ; 2018
- « Nationalisme/nationalités », in UNESCO, Histoire Générale de l’Afrique, vol. IX, tome 2 ; Paris, éditions UNESCO ; 2018
- « Les tâches de l’intellectuel africain face à la question de la souveraineté », in  Frédéric Joël Aivo, Jean du Bois de Gaudusson, Christine Desouches, Joseph Maïla, (ed.), L'AMPHITHÉÂTRE ET LE PRÉTOIRE. Au service des droits de l'homme et de la démocratie. Mélanges en l'honneur du Président Robert Dossou ; Paris, L’harmattan, 2020
- « L’histoire dans la société en Afrique », in Koudou Gayet Bertin (éd.) L’histoire et la géographie – disciplines de formation et de développement, Paris, L’harmattan, 2020
- « La transmission intergénérationnelle au prisme de gouvernance publique responsable en Afrique », in Stéphane MONNEY MOUANDJO (édit.), La Gouvernance Publique Responsable : Une alternative Africaine, Tanger, éditions CAFRAD ; 2021